# Weight Gain 4000
Weight Gain 4000 is de tweede aflevering van de animatieserie South Park, die voor het eerst op tv werd uitgezonden op 20 augustus 1997.

## Verhaal
Eric Cartman wint de "Save Our Fragile Planet"-wedstrijd, en het is aangekondigd dat Kathie Lee Gifford naar South Park komt om de prijs aan Cartman uit te reiken. Wendy Testaburger (het vriendinnetje van Stan) wordt hier erg kwaad om omdat ze gelooft dat Cartman vals heeft gespeeld om te winnen.
South Park staat helemaal op zijn kop omdat Kathie Lee Gifford komt en iedereen, ook burgemeester McDaniels, bereidt zich voor op Giffords bezoek aan South Park. Chef, die seksverslaafd is en zingt tijdens het bezoek, hoopt dat Kathlie Lee seks met hem wil hebben.
Ondertussen worden Stan, Kyle en Kenny gevraagd om in een toneelstuk te spelen voor Kathie Lee, geregisseerd door Mr. Garrison. Mr. Garrison gebruikt dit toneelstuk echter, met de hulp van Mr. Hat, als dekmantel om Kathie Lee te vermoorden. Hij wil dit doen omdat hij, toen hij klein was, samen met Kathie Lee in een talentenjacht meedeed en hij verloor van haar, hij heeft het plan bedacht om Kathie Lee te vermoorden net als bij de moord op president Kennedy.
De burgemeester vraagt Cartman om voor dat Kathie Lee komt eerst wat af te vallen. Hij ziet daarna een commercial over "Weight Gain 4000" op tv, een spierversterkend middel, en besluit om wat te kopen zodat hij goed in vorm is als ze komt. Cartman vergeet helaas te lezen in de handleiding dat het alleen resultaat geeft als het gebruikt wordt in samenwerking met sporten. Hierdoor, komt Cartman gigantisch aan. Terwijl Cartman zoveel aankomt brengt Mr. Garrison de lokale wapenhandelaar een bezoekje voor een wapen om Kathie Lee Gifford te vermoorden.
Wendy ontdekt Mr. Garrisons plan wanneer ze in een kast op zoek is naar informatie om te kunnen bewijzen dat Cartman vals gespeeld heeft. Cartman had gewoon het boek Walden van Henry David Thoreau gekopieerd.
Wendy en Stan proberen Mr. Garrison te stoppen wanneer hij Kathie probeert te vermoorden maar slagen hier niet in, Mr. Garrison slaagt ook ergens niet in en dat is om Kathie te raken, vanzelfsprekend raakt hij Kenny die de lucht in vliegt en gespietst wordt door een vlaggenmast, zoals vanouds zegt Kyle de bekende woorden: Oh my god, they killed Kenny! You Bastards!.
De aflevering eindigt met Mr. Garrison die in een psychiatrische inrichting is opgenomen (met Mr. Hat die in een dwangbuis zit) en een Cartman, met buitensporig overgewicht, die te gast is in de voormalige Amerikaanse talkshow Geraldo.

## Kenny's dood
Kenny sterft deze aflevering doordat hij door Mr. Garrison werd geraakt en daarbij door de lucht vloog om gespietst te worden door een vlaggenmast.

## Trivia
- Kenny's dood werd hergebruikt in aflevering nummer 615 (94) "The Biggest Douche in the Universe" met Rob Schneider als de dader.
- In het begin van de aflevering zijn er op het schoolbord seksuele zinnen geschreven in het Spaans.
- Wanneer Cartman en Kyle aan het vechten zijn zegt Kyle "You're such a fat-ass when you walk down the the street, people say GOD dammit that's a fat ass". Dat is een referentie naar "The Spirit of Christmas".
- The Geraldo Rivera aflevering is veel anders dan de werkelijke afleveringen van de talkshow. In de South Park-aflevering A Million Little Fibers wordt Geraldo nog een keer gebruikt maar hierin is de show veel realistischer nagemaakt.
- Mr. Garrison zit in een boekenmagazijn wanneer hij schiet, zo vermoordde Lee Harvey Oswald president John F. Kennedy ook.
- Als Mr. Garrison wordt gearresteerd zegt hij: "And I would have gotten away with it, if it wasn't for those meddling kids". Dit is een referentie naar de televisieserie Scooby-Doo.